# 第七届东方风云榜
第七届东方风云榜于2000年4月15日在上海大舞台举行。

## 获奖名单
- 最受欢迎男歌手：孙楠
- 最受欢迎女歌手：那英
- 最受欢迎乐队：零点乐队
- 最受欢迎组合：羽泉
- 最佳作词：李小龙
- 最佳作曲：小柯
- 东方新人：王渊超《神秘来信》、瞿颖《你自由了》、毛毛《毛毛的美丽人生》、辛欣《自由》、朴树《白桦林》、胡兵《真本色》
- 最佳音乐电视：毛宁《了无牵挂》
- 十大金曲

| 十大金曲       | 演唱   | 作词   | 作曲           |
| 为爱存在       | 罗中旭 | 罗中旭 | 吴向飞、罗中旭 |
| 你快回来       | 孙楠   | 刘沁   | 刘沁           |
| 爱太难         | 零点   | 零点   | 零点           |
| 最美           | 羽泉   | 羽泉   | 羽泉           |
| 等待           | 那英   | 小柯   | 小柯           |
| 节拍           | 梦幻想 | 林泳颐 | 孔楚坚、林泳颐 |
| 走开           | 陈琳   | 丁晓雯 | 郭亮           |
| 希望           | 韩红   | 满文军 | 赵小源、那日森 |
| 友爱           | 金学峰 | 陈涛   | 张宏光         |
| 不再让你受委屈 | 满江   | 詹航   | 詹航           |